# 黑曼·勞洛
黑曼·勞洛（1984年4月2日—）是一名阿根廷田徑運動員，曾代表國家參加2012年倫敦奧運的男子鉛球比賽及男子鐵餅比賽，並未獲得獎牌。他也曾在2011年和2015年泛美运动会上获得铜牌。